# 31.º Batallón Aéreo de Reemplazo
El 31.er Batallón Aéreo de Reemplazo (31. Flieger-Ersatz-Abteilung) fue una unidad de la Luftwaffe de la Alemania nazi.

## Historia
Fue formado el 1 de marzo de 1939 en Heiligenbeil. El 1 de abril de 1939 es redesignado como 31º Regimiento de Instrucción Aérea.

## Comandantes
- Coronel Kurt Boettge (1 de marzo de 1939 - 1 de abril de 1939)